# Schöneberger Hafen

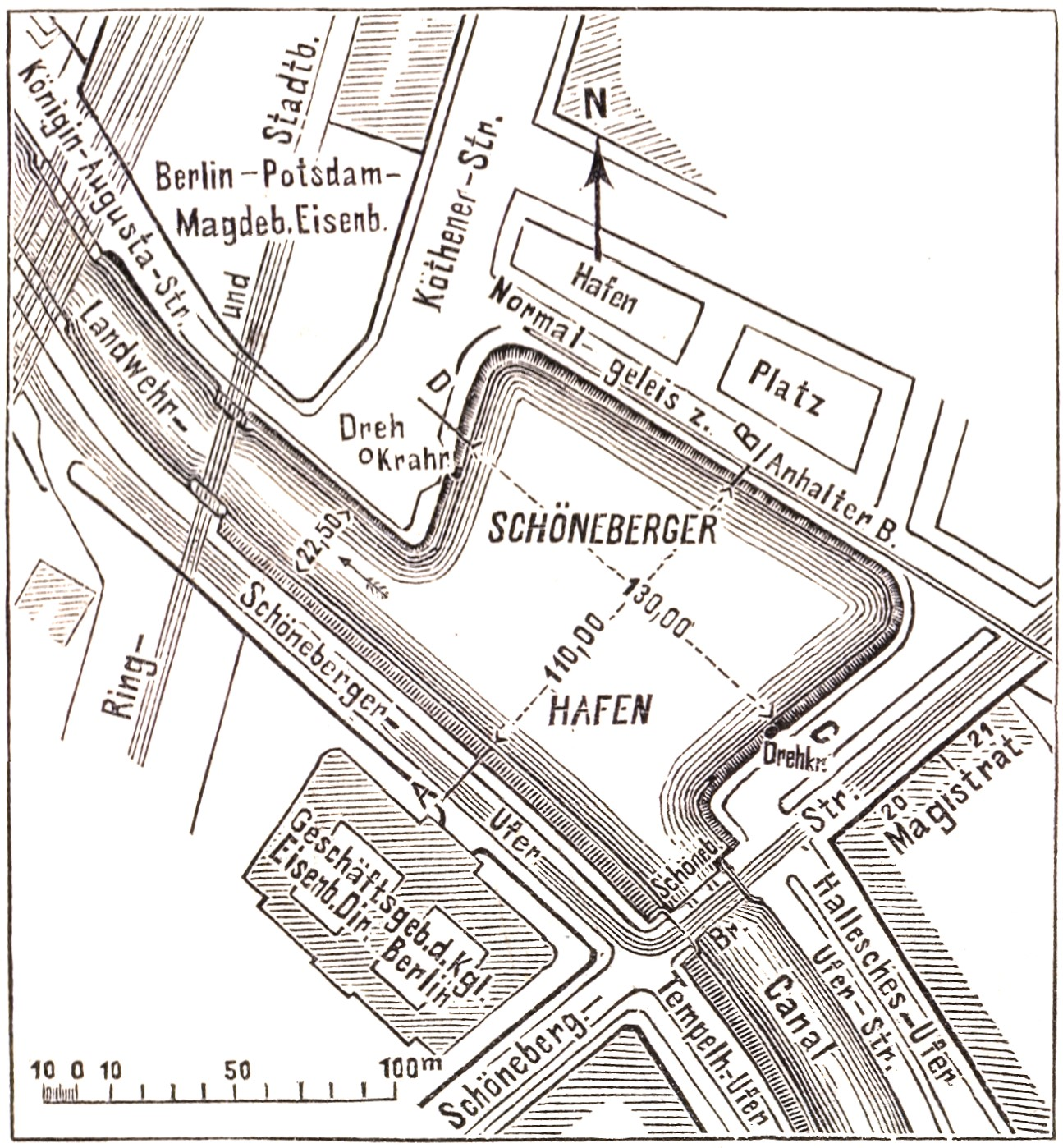
Lageplan des Schöneberger Hafens auf einem Plan von 1896

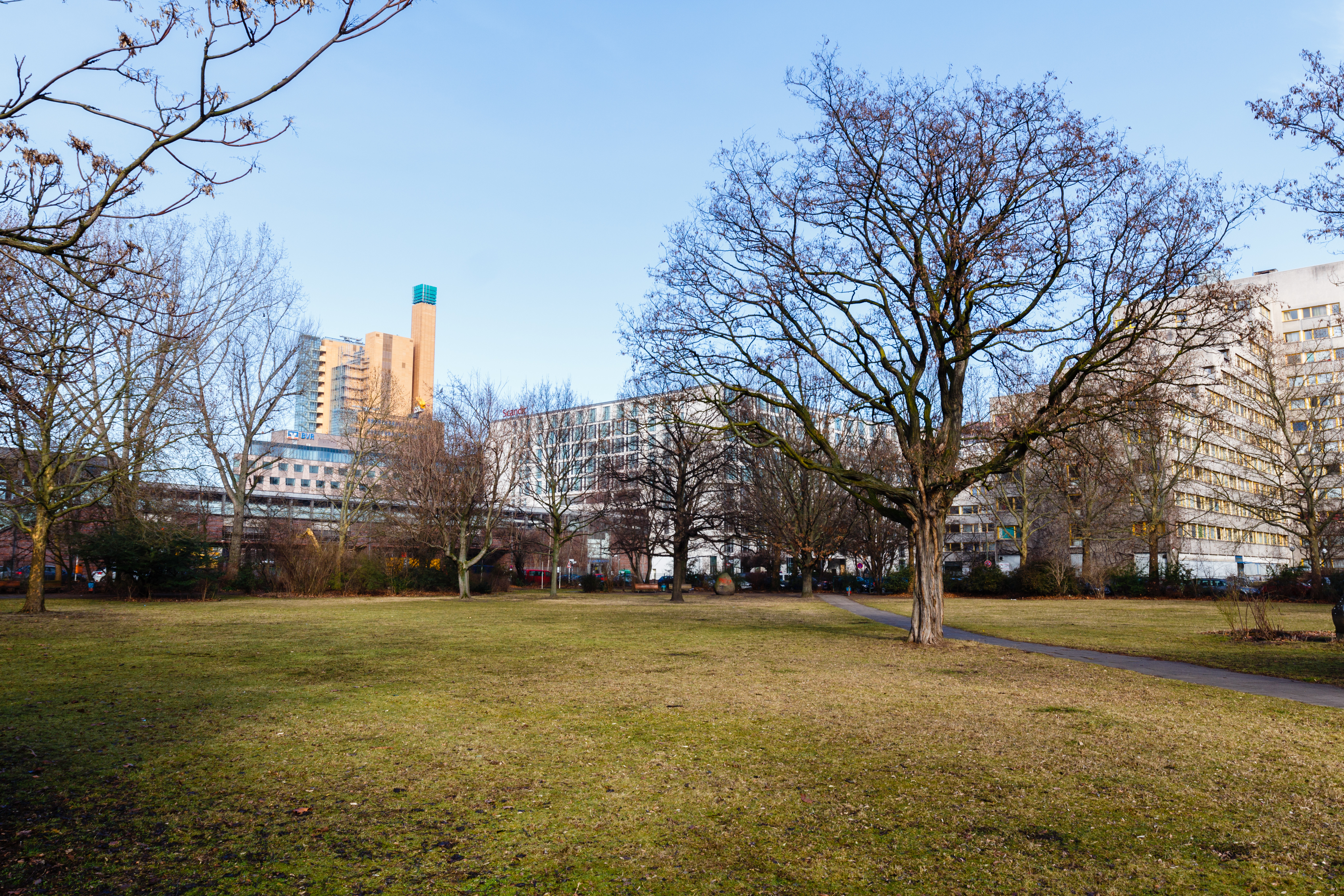
Mendelssohn-Bartholdy-Park auf dem ehemaligen Hafengelände

Der Schöneberger Hafen war ein Binnenhafen am Landwehrkanal in Berlin.
Das Hafenbecken befand sich am Landwehrkanal zwischen der Köthener Straße und der Schöneberger Straße. Das Gelände gehört heute zum Ortsteil Kreuzberg. Der Hafen wurde im Jahr 1853 und damit kurz nach dem Bau des Landwehrkanals (1850–1852 durch Peter Joseph Lenné) in der damaligen Friedrichsvorstadt in Betrieb genommen und war der älteste Hafen Berlins. Er besaß eine mittlere Länge von 130 Metern, eine Breite von 90 Metern und verfügte über Gleisanschluss, Ladestraßen und Lagerflächen. Vor allem die wichtigen Bahnstrecken der Potsdamer Bahn und der Anhalter Bahn in unmittelbarer Nähe machten den Hafen als Verladestation attraktiv.
Der Hafen verlor bereits wenige Jahre nach der Einweihung seine wirtschaftliche Bedeutung, da Schiffsladungen größer und Umschlagzeiten kürzer wurden. Zudem reichte die Länge der Anlegeplätze nicht mehr aus und Verladevorgänge wurden in der Folge am gesamten Landwehrkanal vorgenommen, was jedoch den Durchgangsverkehr beeinträchtigte. Ab den 1890er Jahren wurden Verladevorgänge schließlich im wenige Kilometer entfernten Urbanhafen vorgenommen. Das Becken des Schöneberger Hafens wurde 1960 zugeschüttet.
Auf dem Gelände befindet sich heute der von 1960 bis 1967 errichtete Mendelssohn-Bartholdy-Park. Auch die Uferstraße Hallesches Ufer konnte erst 1960 von der Schöneberger Straße bis zur Köthener Straße über das ehemalige Hafengelände verlängert werden. An den ehemaligen Hafen erinnert noch die Straße Hafenplatz, die ursprünglich ein Platz war und die nordöstliche Begrenzung des Hafenbeckens bildete.